# Harold Gould
Harold V. Goldstein, mas conhecido por Harold Gould (ou Hal Gould) (Schenectady, 10 de dezembro de 1923 - Woodland Hills, Califórnia, 11 de setembro de 2010) foi um ator estadunidense.
Atuou em sucessos do cinema como The Sting (de 1973) e Love and Death (de 1975), tendo destaque também na televisão americana, em séries como Rhoda, The Golden Girls e The Mary Tyler Moore Show.
Morreu dia 11 de setembro de 2010, aos 86 anos de idade.

## Filmografia

### Filmes
| Ano  | Titulo                         | Papel                         |
| ---- | ------------------------------ | ----------------------------- |
| 1951 | The Man from Planet X          | Frightened Villager           |
| 1962 | The Couch                      | Hollingsworth                 |
| 1962 | Two for the Seesaw             | Bit                           |
| 1963 | The Yellow Canary              | Ponelli                       |
| 1964 | Marnie                         | Mr. Garrett - Manager of Farm |
| 1965 | The Satan Bug                  | Dr. Ostrer                    |
| 1965 | The Spy with My Face           | Doctor                        |
| 1965 | Inside Daisy Clover            | Cop on Pier                   |
| 1966 | Harper                         | Sheriff                       |
| 1966 | An American Dream              | Ganucci's Attorney            |
| 1968 | Project X                      | Col. Holt                     |
| 1969 | The Arrangement                | Dr. Leibman                   |
| 1970 | The Lawyer                     | Eric P. Scott                 |
| 1971 | Mrs. Pollifax-Spy              | Nexdhet                       |
| 1972 | Where Does It Hurt?            | Dr. Zerny                     |
| 1973 | The Sting                      | Kid Twist                     |
| 1974 | The Front Page                 | The Mayor                     |
| 1975 | The Strongest Man in the World | Regent Dietz                  |
| 1975 | Love and Death                 | Anton                         |
| 1976 | Silent Movie                   | Engulf                        |
| 1976 | The Big Bus                    | Professor Baxter              |
| 1976 | Gus                            | Charles Gwynn                 |
| 1978 | The One and Only               | Hector Moses                  |
| 1980 | Seems Like Old Times           | Judge John Channing           |
| 1984 | The Dream Chasers              | Telford Stampley              |
| 1986 | Playing for Keeps              | Rockefeller                   |
| 1989 | Romero                         | Francisco Galedo              |
| 1991 | Birch Street Gym               | Jack                          |
| 1995 | Whisper of the Heart           | Shiro Nishi                   |
| 1995 | Killer: A Journal of Murder    | Old Henry Lesser              |
| 1995 | Lover's Knot                   | Alan Smithee                  |
| 1995 | Flesh Suitcase                 |                               |
| 1998 | My Giant                       | Milt Kaminski                 |
| 1998 | Beloved                        | Barber Shop Man #4            |
| 1998 | Patch Adams                    | Arthur Mendelson              |
| 1998 | Brown's Requiem                | Solly K                       |
| 1999 | Stuart Little                  | Grandpa Spencer               |
| 2001 | Dying on the Edge              | Arthur                        |
| 2002 | The Master of Disguise         | Grandfather Disguisey         |
| 2003 | Freaky Friday                  | Grandpa                       |
| 2003 | Brother Bear                   | Old Denahi                    |
| 2003 | Nobody's Perfect               |                               |
| 2005 | English as a Second Language   | Wayne                         |

### Televisão
| Ano             | Titulo                                       | Papel |
| --------------- | -------------------------------------------- | --- |
| 1961–1963       | Dennis the Menace                            | Mr. Sparks / Tramp                                                                                              |
| 1961–1965       | Dr. Kildare                                  | Earl McCloskey / Dr. Peter Duey / Frank the Cop                                                                 |
| 1962            | National Velvet                              | |
| 1962            | The Donna Reed Show                          | Cal Winslow |
| 1962–1963       | The Eleventh Hour                            | Judge / Eric Stanger / Paul Brauner                                                                             |
| 1962–1965       | Hazel                                        | Judge Winston / Mr. Wheeler / TV Announcer / Mr. Prior                                                          |
| 1962–1965       | The Virginian                                | Lacey / John Marshall Harrison / John Anderson / Adam Pendleton / Prosecutor Black / Prosecutor Tom Finney      |
| 1963            | Empire                                       | Judge Will |
| 1963            | The Twilight Zone                            | General Larrabee                                                                                                |
| 1963            | The Alfred Hitchcock Hour                    | District Attorney                                                                                               |
| 1964            | The Man from U.N.C.L.E.                      | Doctor |
| 1964            | Perry Mason                                  | Lawrence West                                                                                                   |
| 1964–1965       | The Jack Benny Show                          | Director / Mr. Hunter, First IRS Man / DMV Clerk - Corrects Exam                                                |
| 1964–1967       | The Fugitive                                 | Tom Crailer / Dr. Willis / Eller - Interviewer                                                                  |
| 1964–1974       | Gunsmoke                                     | Lucius Shindrow / Hadley Boake                                                                                  |
| 1965            | That Girl                                    | Lew Marie |
| 1965            | Mister Ed                                    | Psychiatrist |
| 1965–1972       | The F.B.I.                                   | George Hale / Vincent Millard / Israel Jacobs / Martin Eldon / Doctor / Arnold Bruzzi / Dave Rice / Hans Hunter |
| 1966            | The Green Hornet                             | Calvin Ryland                                                                                                   |
| 1966–1970       | Hogan's Heroes                               | General von Schlomm / General von Scheider / General Von Lintzer                                                |
| 1967            | The Invaders                                 | Allen Slater / Dr. Paul Mailer                                                                                  |
| 1967–1968       | The Flying Nun                               | Rabbi Mendez / Father Sweeney                                                                                   |
| 1967–1968       | The Wild Wild West                           | John Taney / Victor Freemantle                                                                                  |
| 1967–1969       | The Big Valley                               | Captain Crawford / Harry Davis / Judge William Daggett / Major Wilson                                           |
| 1967–1980       | Insight                                      | God (Old Man) / Beggar / God / Jonathan / Morris Gertz / Eddie                                                  |
| 1969            | The Debbie Reynolds Show                     | Whitaker |
| 1969            | Mission: Impossible                          | Vincente Bravo                                                                                                  |
| 1969            | I Dream of Jeannie                           | General Whetherby / Mr. Winkler                                                                                 |
| 1971            | Columbo                                      | Agent Carlson                                                                                                   |
| 1971            | The Mod Squad                                | Lester Chennery                                                                                                 |
| 1971            | A Death of Innocence                         | Alexander Weisberg                                                                                              |
| 1971–1975       | Cannon                                       | Colonel Mirza / Robert L. Jardine / Nicholas Troas                                                              |
| 1972–1973       | The Mary Tyler Moore Show                    | Martin Morgenstern                                                                                              |
| 1972–1974       | The Streets of San Francisco                 | Joseph Francis / Arthur Lavery                                                                                  |
| 1972–1975       | Hawaii Five-O                                | Honore Vashon                                                                                                   |
| 1973            | The Partridge Family                         | Walter Yost |
| 1973            | Ironside                                     | Martin Geller                                                                                                   |
| 1973            | Needles and Pins                             | Joe |
| 1974–1976       | Petrocelli                                   | Haskell Fox |
| 1974–1977       | Police Story                                 | Emmett Parnell / Sam Grossman / Andrea Basic                                                                    |
| 1974–1978       | Rhoda                                        | Martin Morgenstern                                                                                              |
| 1976–1977       | The Feather and Father Gang                  | TV Series (co-starring Stefanie Powers) as Harry Danton                                                         |
| 1977            | Soap                                         | Barney Gerber                                                                                                   |
| 1979            | The Rockford Files                           | Mr. Brockelman                                                                                                  |
| 1979            | 11th Victim                                  | Benny Benito |
| 1979            | The Man in the Santa Claus Suit              | Dickie Dayton                                                                                                   |
| 1980            | Kenny Rogers as The Gambler                  | Stowbridge |
| 1980            | The Scarlett O'Hara War                      | Louis B. Mayer                                                                                                  |
| 1980            | King Crab                                    | Mr. Campana |
| 1984            | St. Elsewhere                                | Melvin Millstein                                                                                                |
| 1985, 1989–1992 | The Golden Girls                             | Miles Webber (season 5–7) / Arnie Peterson (season 1)                                                           |
| 1986            | Mrs. Delafield Wants to Marry                | Dr. Marvin Elias                                                                                                |
| 1986            | Scarecrow and Mrs. King                      | Andrei Zernov                                                                                                   |
| 1986            | L.A. Law                                     | Harry Finneman                                                                                                  |
| 1986            | Night Court                                  | Walter Wise |
| 1989            | Empty Nest                                   | Dr. Stanfield Weston                                                                                            |
| 1989            | Midnight Caller                              | Charlie Drexol                                                                                                  |
| 1989–1992       | The Ray Bradbury Theater                     | Colonel Stonesteel / Old Man                                                                                    |
| 1990            | Dallas                                       | Dr. Wexler |
| 1990            | Singer & Sons                                | Nathan Singer                                                                                                   |
| 1992–1993       | The Golden Palace                            | Miles, Rose's boyfriend                                                                                         |
| 1994–1995       | Lois & Clark: The New Adventures of Superman | Edwin Griffin                                                                                                   |
| 1996            | The Outer Limits                             | Gerry |
| 1996            | For Hope                                     | David 'Dave' Altman                                                                                             |
| 1996–2001       | Touched by an Angel                          | Albert Einstein / Sam Moskowitz                                                                                 |
| 1997            | The Love Bug                                 | Dr. Gustav Stumpfel                                                                                             |
| 1998            | Felicity                                     | Dr. William Garibay                                                                                             |
| 1999            | Pacific Blue                                 | |
| 2000            | The King of Queens                           | Irv Glassman |
| 2003            | Judging Amy                                  | Arthur |
| 2010            | Nip/Tuck                                     | Walter Krieger                                                                                                  |

### Teatro
- The House of Blue Leaves (1970) - Artie Shaughnessy - Truck and Warehouse Theatre, New York
- The Skin of Our Teeth (1983) - Mr. Antrobus - Old Globe Theatre, San Diego
- Visiting Mr. Green (1999) - Mr. Green - Pasadena Playhouse
- Old Wicked Songs (2002) - Professor Josef Mashkan - Rubicon Theatre Company
- Tuesdays With Morrie (2005) - Morrie Schwartz - Rubicon Theatre Company